# 香港電話

香港電話公司之舊標誌（1970年代-1980年代）

香港電話有限公司於1925年6月24日成立，為電訊盈科旗下的一間子公司，是香港其中一間固定電訊網絡經營者，提供話音固網、收費電話亭以及寬頻固網的服務，並全權負責傳送香港數碼地面電視廣播訊號。因應電訊盈科2008年重組，其業務及資產已注入電訊盈科的子公司香港電訊有限公司。

## 早期歷史

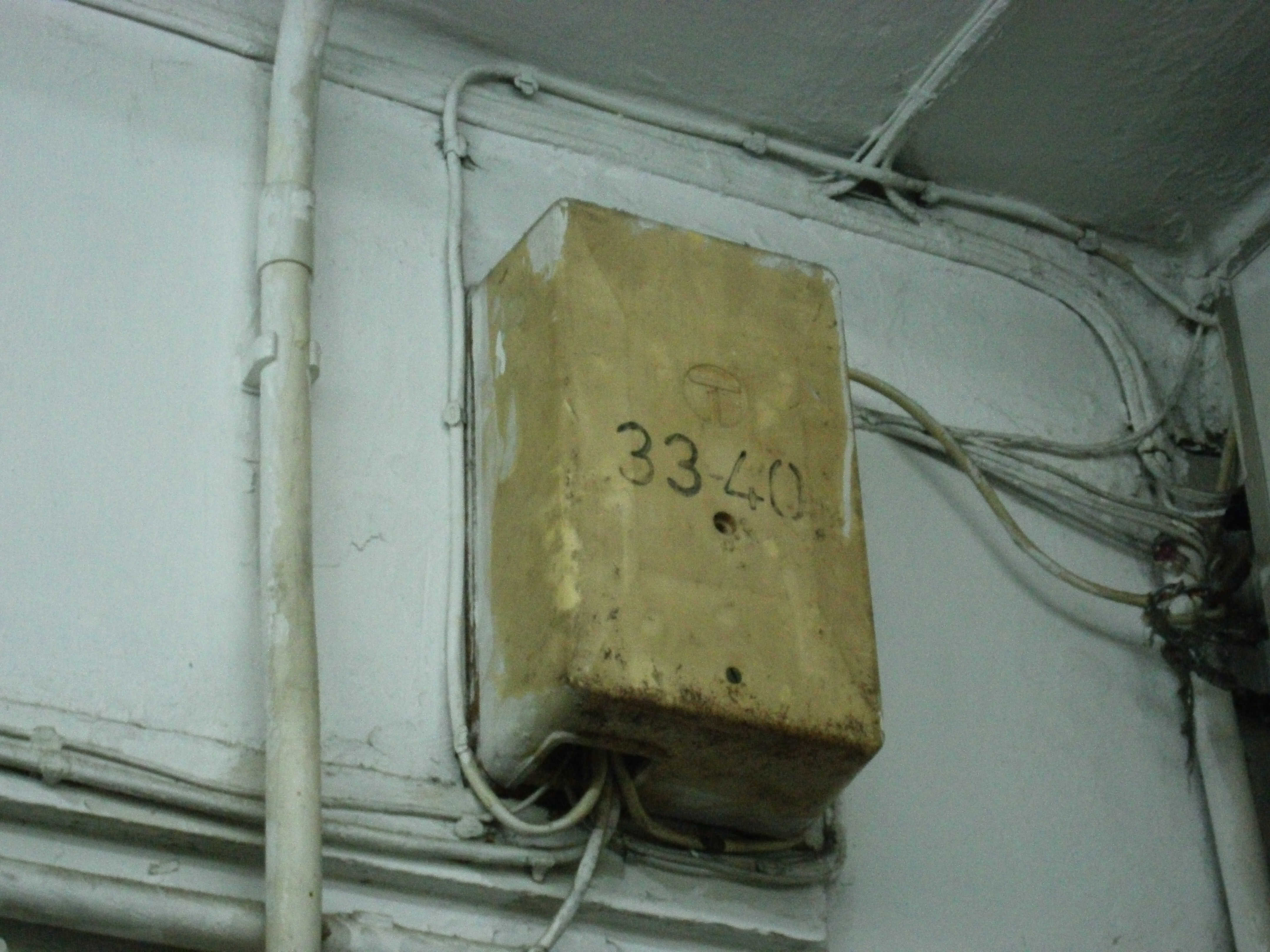
帶公司標誌配線箱（攝於2013年）

早在1877年，貝爾取得電話專利後一年，香港便引進電話服務。1882年，東方電話電力公司（Oriental Telephone and Electric Company）成立，提供公共電話服務，後來這公司易名為中日電話電力公司（China and Japan Telephone and Electric Company）。
在1925年，香港電話公司收購了中日電話電力，並獲政府發給本地電話網絡五十年的專營權，有關專營權受二次大戰日軍入侵的影響，一度中斷，在戰後恢復。及後，此公司在1968年，獲發由1975年開始生效的額外二十年專營權。
在1981年，香港電話公司決定在香港市內鋪設光纖主幹網，為日後香港數據通訊業發展奠下基礎。同年被怡和收购3成半股权。
1983年，旗下子公司CSL通訊服務有限公司（Communication Services Limited）開始提供流動通訊服務，是為今天香港流動通訊有限公司的前身。其後電訊盈科負債過多，出售CSL予澳洲電訊Telstra，而電訊盈科後則購入SUNDAY經營流動通訊業務。
1984年，英國大東電報局收購香港電話公司。

## 與大東電報局合併

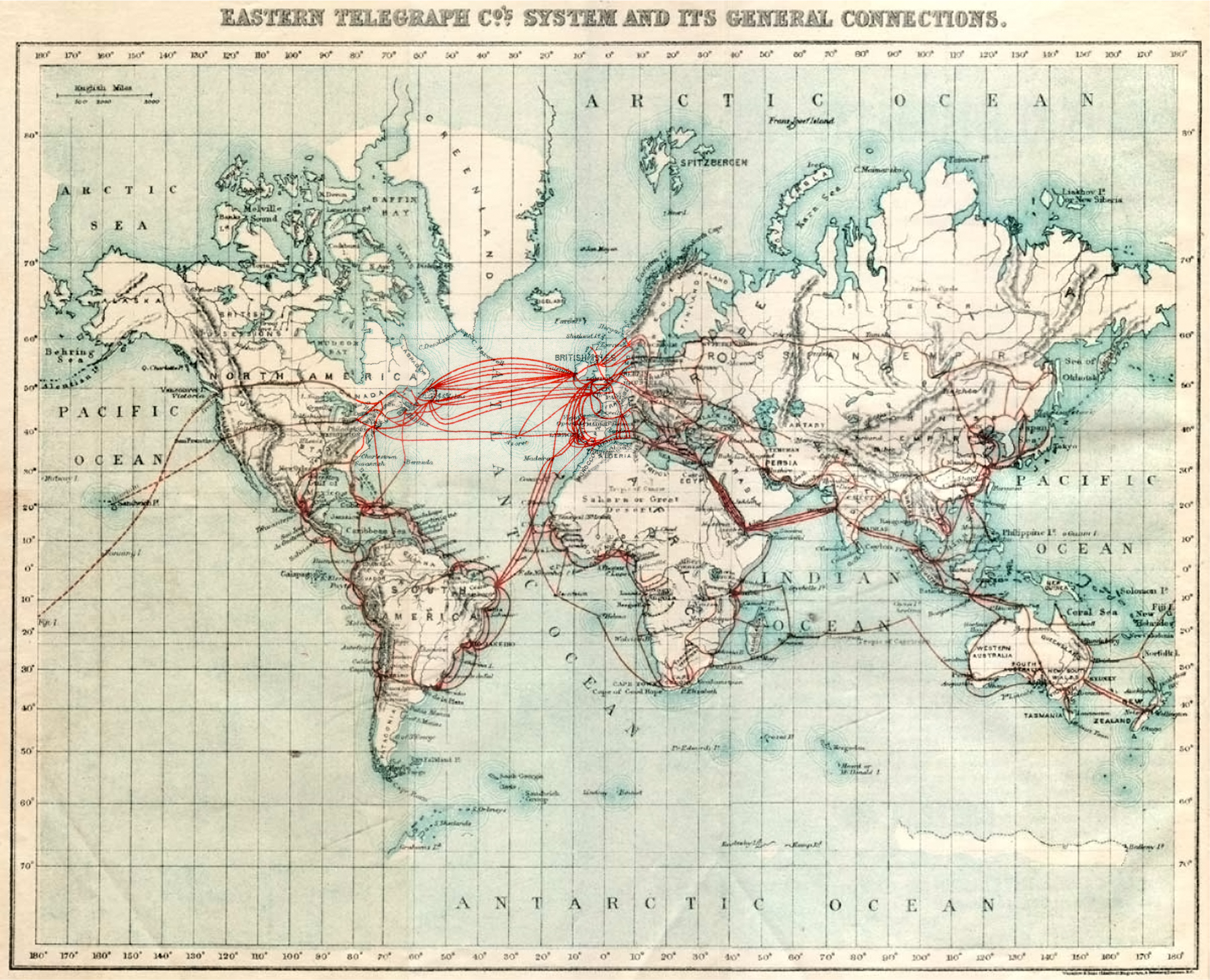
大東電報局1901年的全球海底網絡

一直以來，香港電話公司並不擁有香港對外通訊專營權，香港對外通訊由大東電報局（Cable & Wireless）負責，在1988年，大東電報局全購香港電話，組成香港電訊有限公司，簡稱香港電訊，香港電話有限公司成為大東旗下的子公司。
1990年，香港電訊集團重組，香港電話公司正式分拆成香港電話有限公司這子公司，英文名稱為Cable & Wireless HKT Telephone Limited。
香港的固網線路，在1994年達到三百萬條。至1995年，香港電話號碼升格為八位之餘，香港電話有限公司亦不能再壟斷香港固網業務，而需要與其他新加入競爭者競爭。

## 電訊盈科年代
香港電訊被盈科數碼動力收購後，香港電話有限公司中文名稱不變，但英文名稱為改PCCW-HKT Telephone Limited。而由於香港電話有限公司，實質擁有電訊盈科旗下的香港固網業務，加上電訊盈科本身的負債較大，因此電訊盈科以香港電話有限公司的資產，申請信貸評級，以及發行債券，為集團進行融資。
2006年，電訊盈科藉收購SUNDAY（即現在的PCCW Mobile Ltd.）來經營第三代流動通訊業務時，亦以香港電話有限公司名義，租用Sunday的網絡，以PCCW Mobile來經營第三代流動通訊網絡。而在2007年，電訊盈科更以香港電話有限公司（而非PCCW Mobile Ltd.）名義獲得香港唯一一個CDMA2000牌照，並於2008年推出相關服務。
2007年中，香港兩間免費無線廣播電視台──無綫電視和亞洲電視（2016年4月2日亞洲電視由香港電視娛樂代替）共同宣佈委任香港電話有限公司，由香港電話全權負責透過大氣電波傳送無綫和亞視旗下香港數碼地面電視廣播頻道訊號的工作。
2008年第四季，電訊盈科完成企業重組，將其電訊服務、媒體及資訊科技服務方案業務組合於香港電訊集團控股（HKTGH）旗下，旨在透過當時新註冊成立的控股公司HKTGH，改善電訊盈科的營運效率。其中香港電話有限公司的業務及資產注入香港電訊有限公司。重組後，實際上香港電話公司已成為一家空殼公司，但其仍為經政府以私人協約方式批出用作營運69個電話機樓物業的業權持有人。香港電話公司於該等私人協約方式批出物業的權益為象徵性權益，實益權益已於2008年重組時由香港電訊有限公司收購。

## 外部連結
- 香港電訊管理局，香港電訊歷史里程碑